# Marissa van Loon
Marissa van Loon (ca. 1994) is een Nederlandse columnist, journalist en podcaster.

## Levensloop
Van Loon groeide op in Roosendaal in een sociaal liberaal gezin. Op haar zestiende, toen ze nog op de middelbare school zat, werd ze een van de drie jongeren die voor NRC Handelsblad een column voor de mediapagina schreven. Op haar zeventiende kwam daar een column in BN DeStem bij, over het leven van jonge mensen in haar geboortestad. In die tijd deed ze ook mee aan een experiment van het tv-programma Man bijt Hond waarin ze een dag zonder het internet moest doorbrengen. Daarnaast was ze commissievoorzitter Roosendaal van de JOVD Baronie van Breda, lid van de VVD, hield ze een Twitter-account en politieke blog bij en had ze een bijbaantje. Omdat dit veel tijd in beslag nam, is ze van 5 vwo naar 5 havo van het Gertrudiscollege overgestapt, dat ze in 2012 afrondde.
Haar column deed haar besluiten journalistiek te gaan studeren. In 2013 was ze de oprichter van de jongerenraad van Roosendaal. Bij de gemeenteraadsverkiezingen van 2014 was ze kandidaat voor VVD Roosendaal.
Na eerst een stage te hebben gevolgd, werkte ze als freelancer bij NRC tijdens haar master New Media Design. Eind 2018 trad ze in vaste dienst bij de lezersdesk, waar ze lezersvoorkeuren analyseerde en meehielp bij het opnieuw openstellen van de reacties, exclusief voor abonnees. Dit combineerde ze met twee dagen per week als verslaggever. In 2019 groeide ze door naar de functie van online strateeg en lukte het haar het aantal volgers van de krant op Instagram te verdrievoudigen naar ruim 30.000.
Sinds juli 2022 host ze samen met Timo Harmelink, Till Toxopeus en later ook Eva Essers de podcast Reality Check, waarin realityprogramma's zoals Kamp van Koningsbrugge, B&B Vol Liefde, Wie is de Mol? en Ik vertrek nabesproken worden.